# تانغو بار (فلم)
تانغو بار (بالإسبانية: Tango Bar)، هُو فيلم موسيقي أرجنتيني بورتوريكي صدر سنة 1987، وهُو من إخراج Marcos Zurinaga وبطولة كُل من راؤول جوليا وروبين خواريز وفاليريا لينش. كتب زوريناغا سيناريو الفيلم بالاشتراك مع خوان كارلوس كودازي وJosé Pablo Feinmann. اختير الفيلم ليكون الترشيح الرسمي الذي تُرشحه بورتوريكو للتنافس على جائزة الأوسكار لأفضل فيلم بلغة أجنبية ضمن حفل توزيع جوائز الأوسكار الحادي والتسعين، لكنه لم يدخل ضمن القائمة النهائية للجائزة.

## طاقم التمثيل
- راؤول جوليا في دور ريكاردو.
- فاليريا لينش في دور إيلينا.
- روبين خواريز في دور أنتونيو.

## وصلات خارجية
- مقالات تستعمل روابط فنية بلا صلة مع ويكي بيانات